# Michael Xavier

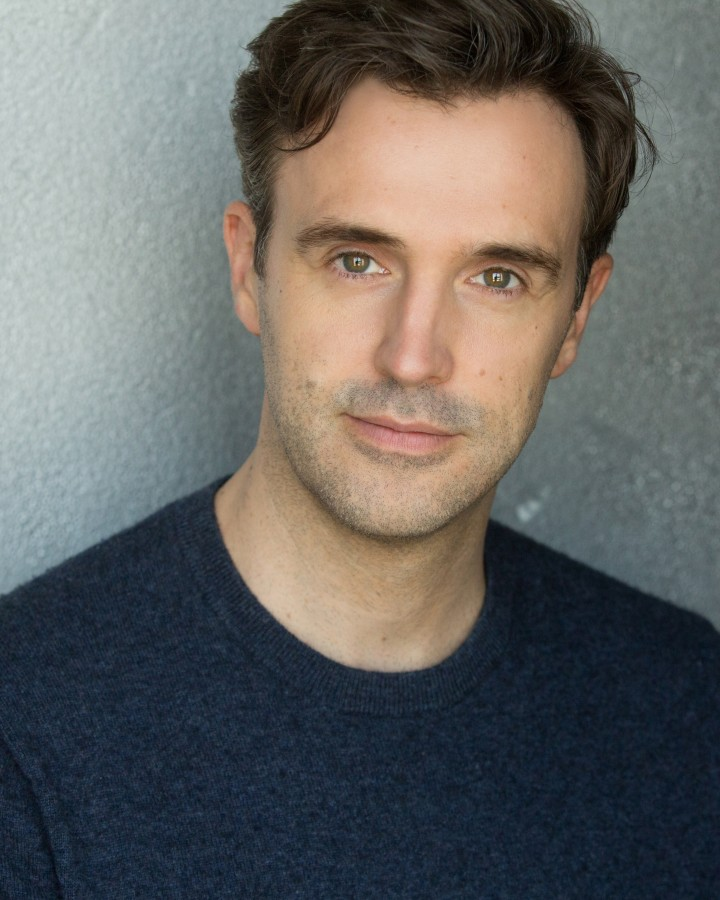
Michael D. Xavier (2018)

Michael D. Xavier (* 27. November 1977 in Liverpool, England als Michael David Smith) ist ein britischer Schauspieler, Musicaldarsteller und Sänger.

## Leben und Karriere

### Frühe Jahre
Michael Xavier wurde am 27. November 1977 als Michael David Smith in Liverpool geboren. Nach seiner regulären Schullaufbahn an der Knutsford High begann er sein Schauspielstudium an der Manchester Metropolitan University, welches er 1999 abschloss. Ein Jahr später debütierte er auf der Theaterbühne im Stück Pageant, ehe er weitere Theaterauftritte feierte. Parallel änderte er seinen Namen von Smith zu Xavier, da er eine Verwechslung mit einem kanadischen Schauspieler selbigen Namens vermeiden wollte.

### Theaterauftritte
Für seine Auftritte in den Theaterstücken Into the Woods und Love Story wurde er jeweils als bester Haupt- und Nebendarsteller für den Laurence Olivier Award nominiert. 2017 gewann er für seine Rolle in Sunset Boulevard den BroadwayWorld UK Award als bester Darsteller in einer neuen Produktion eines Musicals. Zudem porträtierte er 2008 im Stück Rock den Hollywood-Schauspieler Rock Hudson.
Weitere Musicals, in den Xavier mitwirkte, waren unter anderem Oklahoma!, Wonderful Town, Das Phantom der Oper, The Sound of Music und The Pajama Game.

### Fernsehauftritte
Abseits des Theaters trat Xavier auch vereinzelt in Filmen wie Muppets Most Wanted und Taken in Marokko – Die Marrakesch Verschwörung auf. Mehr internationale Aufmerksamkeit erlangte er jedoch durch verschiedene Auftritte in Fernsehserien. 2019 spielte er in der sechsten Staffel von The Blacklist an der Seite von Diego Klattenhoff, Mozhan Marnò und Christopher Lambert in einer wiederkehrenden Gastrolle den MI6-Agenten Christopher Miles, 2020 in der fünften Staffel von Outlander an der Seite von Caitriona Balfe und Sam Heughan Lieutenant Hamilton Knox. Ebenso absolvierte er in den Serien Gentleman Jack, Grace und Grantchester an der Seite von Suranne Jones, John Simm und Robson Green mehrere Gastauftritte.
Im Deutschen wird er bisher von Gerrit Schmidt-Foß, Jan Langer, Tim Schwarzmaier, Tobias Schmidt und Armin Schlagwein synchronisiert.

## Filmografie
- 2013: Gnomeland (Kurzfilm)
- 2014: Muppets Most Wanted
- 2015: Taken in Marokko – Die Marrakesch Verschwörung (Never Let Go)
- 2019: A Paris Romance (Fernsehfilm)
- 2019: The Blacklist (Fernsehserie, 3 Episoden)
- 2019–2022: Gentleman Jack (Fernsehserie, 3 Episoden)
- 2020: Outlander (Fernsehserie, 3 Episoden)
- 2021: Grace (Fernsehserie, eine Episode)
- 2022: The Chelsea Detective (Fernsehserie, eine Episode)
- 2022: Grantchester (Fernsehserie, 4 Episoden)

## Bühnenrollen
- 2000: Pageant (Vaudeville Theatre, Regie Bill Russell)
- 2003: Miss Saigon (Regie Matthew Ryan)
- 2003: My Fair Lady (Theatre Royal Drury Lane, Regie Trevor Nunn)
- 2004: Mamma Mia! (Regie Phyllida Lloyd, Paul Garrington)
- 2006: Das Phantom der Oper (Her Majesty’s Theatre, Regie Hal Prince)
- 2008: Rock (Oval House Theatre, Regie Tamara Harvey)
- 2009: Oklahoma! (Chichester Festival Theatre, John Doyle)
- 2010: Into the Woods (Regent’s Park Open Air Theatre, Timothy Sheader)
- 2010: Love Story (Duchess Theatre, Regie Rachel Kavanagh)
- 2012: Soho Cinders (Soho Theatre, Regie Jonathan Butterell)
- 2012: Wonderful Town (Regie, Braham Murray)
- 2012: Hello Dolly! (Curve Theatre Leicester, Regie Paul Kerryson)
- 2013: The Sound of Music (Regent’s Park Open Air Theatre, Regie Rachel Kavanagh)
- 2014: The Pajama Game (Shaftesbury Theatre, Regie Richard Eyre)
- 2015: Assassins (Menier Chocolate Factory, Regie Jamie Lloyd)
- 2015: The War of the Roses (Rose Theatre Kingston, Regie Trevor Nunn)
- 2015: Show Boat (Sheffield Crucible, Regie Daniel Evans)
- 2016: Bumblescratch (Adelphi Theatre, Regie Stewart Nicholls)
- 2016: Der geheime Garten (Shakespeare Theatre Company, Regie David Armstrong)
- 2016: Sunset Boulevard (London Colliseum, Regie Lonny Price)
- 2017: Prince of Boulevard (Samuel J. Friedman Theatre, Regie Hal Prince, Susan Stroman)
- 2017: Sunset Boulevard (Palace Theatre, Regie Lonny Price)